# 玉林束腰蟹
玉林束腰蟹（学名：Somanniathelphusa yulinensis）为束腹蟹科束腰蟹属的动物。在中国大陆，分布于广西等地，多栖息于海拔500米左右溪、池、稻田的石下及洞中。